# 日調 (池上本門寺)
日調（にっちょう、正長元年（1428年） - 文亀元年10月8日（1501年11月18日（ユリウス暦））は、室町時代の日蓮宗・法華宗の僧。号は大運阿闍梨、常住院とも称する。長興山妙本寺及び長榮山本門寺（両山と称する）8世。上総国伊北荘の出身。父は狩野朗舜で母は幸善尼。

## 略歴
正長元年（1428年）、上総国伊北荘の豪族・狩野朗舜を父に幸善を母に生まれた。　幼少の頃に、妙本寺院家・常住院の日隆を師として得度剃髪した。享徳元年（1453年）25歳の時に、両山7世・塵劫院日壽から両山を継承し池上に住する事となった。生家の上総狩野氏は、大鷲阿闍梨日山が両山4世となって以降、両山や身延山久遠寺に外護を尽くしてきたが、一族の日調が晋山してからは日調の俗兄・狩野友清（入道行蓮）を中心として更に篤い帰依を寄せたと伝えられている。その結果、伊北荘の豪族であった山家氏や庄内氏も帰依する事なり、同荘内の諸寺院を精力的に建立し両山の末寺とした。また文明年間に妙本寺が火災によって諸堂を失った際には、狩野・山家・庄内の一族が挙ってその復興に尽力したと伝えられている。このような護持を承けた日調は、約50年の在位の間に上総・伊豆を始め各地に巡錫し日朗門流の拡大に精力的に努めた。その結果、500とも700とも伝えられる学僧が参集し、両山は一大法城の様を呈する事となった。文亀元年（1501年）10月8日に74歳で死去。

## 主な開山寺院
- 栄久山光福寺（千葉県いすみ市大野）
- 法受山妙厳寺（千葉県夷隅郡大多喜町）
- 熊野山妙光寺（千葉県夷隅郡大多喜町）
- 経王山浄宗寺（千葉県夷隅郡大多喜町）
- 八声山調顕寺（千葉県夷隅郡大多喜町）
- 妙福山妙提寺（千葉県勝浦市市野川）
- 高運山法蓮寺（千葉県勝浦市鵜原）
- 興林山宗隆寺（神奈川県川崎市高津区）
- 井立山妙田寺（静岡県沼津市井田）
- 妙法山蓮華寺（静岡県沼津市戸田）
- 妙高山栄源寺（静岡県伊豆市小土肥）